# Río Quixeramobim
El río Quixeramobim es un río brasilero que baña el estado del Ceará. Era originalmente conocido por los indios que habitaban la región como Ibu.
Nace en la sierra de los Bosques, en wl municipio de Monseñor Tabosa y atraviesa otros tres municipios: Boa Viagem, Quixeramobim y Banabuiú, donde desemboca en el río Banabuiú, del que es uno de sus principales afluentes. Su cuenca hidrográfica cubre también el municipio de Madalena, la mayor parte de Itatira y una pequeña parte de Santa Quitéria.
En su curso se han construidos las represas de Monseñor Tabosa (en el municipio del mismo nombre), la Quixeramobim (con una capacidad de 54 hm³), y la represa Fogareiro (con una capacidad de 118,82 hm³), ambas en el municipio de Quixeramobim. Estas represas son la principal fuente de abastecimiento hídrico para los tres municipios próximos al Quixeramobim.

## Condiciones pluviométricas
El Quixeramobim, como todos los curso de agua cearenses, sufre la influencia de las variaciones de las precipitaciones pluviométricas, siendo sus descargas máximas observadas en la época de las lluvias de febrero a mayo. Su cuenca está totalmente inserta en una región de clima tropical caliente semiárido.